# Příruční slovník jazyka českého
Příruční slovník jazyka českého (užívaná zkratka PSJČ) je dosud (2011) nejrozsáhlejší český výkladový slovník, v devíti svazcích obsahuje přibližně 250 000 hesel.
Vycházel v letech 1935–1957 postupně ve čtyřech různých nakladatelstvích (materiál pro něj byl připravován od roku 1911), hlavními redaktory byli postupně Oldřich Hujer, Emil Smetánka, Miloš Weingart a akademik Bohuslav Havránek. Zachycoval veškerou slovní zásobu literatury vyšlé od roku 1870 a výběrově i starší, byla-li dosud čtena. Obsahuje mnoho slov zastaralých a řídkých (tj. málo frekventovaných), obsahuje i výrazy odborné (termíny) a nářeční (dialektismy); neobsahuje naproti tomu například mnoho vulgarismů (například slovo šoustati zachycuje jen ve významu „tříti, drbati“, ale některé přece, např. kurva) a pochopitelně slova a významy nové. Význam jednotlivých lexémů je ilustrován hojnými citacemi z krásné literatury i dobového tisku.
Od roku 2007 je PSJČ přístupný v elektronické podobě na serveru Ústavu pro jazyk český. Spolu s dalšími českými slovníky je také přístupný přes databázi DEBDict.
Jeho předchůdcem byl Slovník jazyka českého (1934–37 a další vydání) dua Pavel Váša, František Trávníček; nejnovějšími velkými českými slovníky jsou Slovník spisovného jazyka českého (1. vydání v 60. letech, 2., opravené a mírně doplněné, vydání v roce 1989, asi 192 000 hesel), Akademický slovník současné češtiny (2012–, s cílem 120–150 000 hesel) a Tezaurus jazyka českého Aleše Klégra, což ovšem není slovník výkladový, ale (v souladu s názvem) tzv. tezaurus.